# مبادرة زي
 مبادرة زيّ (بالإنجليزية: Zay Initiative)‏، هي مكتبة رقمية وأرشيف للمقتنيات غير ربحية مسجّلة في المملكة المتحدة. تمتلك وتدير مبادرة زيّ - التي تأسست في عام 2019 - أول أرشيف لتاريخ الزّيّ العربي في العالم.
تعمل مبادرة زي على تعزيز الحفاظ على التراث الثقافي المادي وغير المادي من خلال جمع وتوثيق وأرشفة رقمية للملابس التاريخية العربية وقصصها. من خلال عملهم وفعالياتهم ومجموعاتهم ، فهم يساعدون في استدامة الحوار العالمي بين الثقافات. تأسست عام 2019 من قبل د. ريم المتولي.

## مجموعة زيّ
هي مجموعة عبارة عن أكثر من 1500 قطعة من الأزياء وأغراض الزينة العربية من العالم العربي الممتدة عبر طريق الحرير والتي يعود تاريخها إلى القرن التاسع عشر، والتي تحتفي بالسرد الإنساني. يرتكز جوهر المجموعة على الزي التقليدي الإماراتي ، مع أمثلة رئيسية إضافية من اليمن والمغرب والكويت والعراق وسوريا وتونس ومصر والبحرين وقطر وعمان والمملكة العربية السعودية وثقافات عربية أخرى. تركز مبادرة زي على تنمية مجموعة الأزياء التقليدية مع أمثلة من جميع أنحاء العالم العربي إلى جانب القطع ذات الصلة من إيران والهند والصين وتركيا العثمانية وأماكن أخرى تسلط الضوء على تبادل التأثير التاريخي على طول طريق الحرير.

## مهمّة المبادرة
تهدف مبادرة زيّ إلى جمع وتوثيق وحفظ الزّيّ والزّينة العربية وتعزيز فهم تطور الثقافة الإقليمية. باختصار، الركائز الخمسة لمبادرة زي هي:
- جمع الأزياء العربية وأدوات الزينة والحليّ التراثية والتاريخية وتوثيقها وحفظها.
- تقديم وعرض سياقات الأزياء التراثية من خلال أرشيف رقمي ومدونة إلكترونية.
- تشجيع الحوار بين الثقافات لتسليط الضوء على القيم الإنسانية المشتركة.
- إلهام وتثقيف المصممين من أجل خلق مستقبل مستدام.
- تمكين المرأة إقليمياً وعالمياً عبر سرد حكاياتها التي لم تُروَ بعد.